# Józef Hermanowicz (polityk)
Józef Hermanowicz (ur. 27 lipca 1929 w Baranowiczach, zm. 30 października 2018) – polski przedsiębiorca, poseł na Sejm I kadencji.

## Życiorys
Ukończył  w 1956 studia na Wydziale Budownictwa Lądowego Politechniki Gdańskiej. Specjalizował się w zakresie konserwacji zabytków.
W 1991 uzyskał mandat posła na Sejm I kadencji. Został wybrany w okręgu gorzowsko-pilskim z listy Chrześcijańskiej Demokracji. Należał do Chrześcijańskiej Partii Pracy (później występującej pod nazwą Federacja Polskiej Przedsiębiorczości). Był przewodniczącym koła poselskiego Chrześcijańska Demokracja. Zasiadał w Komisji Stosunków Gospodarczych z Zagranicą i Gospodarki Morskiej, Komisji Nadzwyczajnej do rozpatrzenia projektu ustawy Ordynacja wyborcza do Sejmu Rzeczypospolitej Polskiej oraz Komisji Przekształceń Własnościowych. Był także członkiem dwóch podkomisji. W 1993 bez powodzenia ubiegał się o reelekcję z ramienia KKW „Ojczyzna”.
Założył rodzinną firmę remontowo-budowlaną, zajmującą się w szczególności konserwacją zabytków, głównie na terenie województwa lubuskiego.

## Odznaczenia i wyróżnienia
W 2005 odznaczony Krzyżem Oficerskim Orderu Odrodzenia Polski. W 2007 uhonorowany „Szablą Kilińskiego” przez władze Związku Rzemiosła Polskiego.